# Nilpotente groep
In de groepentheorie, een deelgebied van de wiskunde, is een nilpotente groep een groep die "bijna abels" is. Dit idee is ingegeven door het feit dat nilpotente groepen oplosbaar zijn, en voor eindige nilpotente groepen, twee elementen met relatieve priemordes moeten commuteren. Het is ook waar dat eindige nilpotente groepen superoplosbaar zijn.
Nilpotente groepen ontstaan in Galoistheorie, alsmede in de classificatie van groepen. Zij verschijnen ook prominent in de classificatie van de Lie-groepen.
Analoge termen worden gebruikt voor Lie-algebra's (met behulp van de Lie-haak), met inbegrip nilpotente, lagere centrale serie en bovenste centrale serie.